# Candelaria del Alto
Candelaria del Alto är en ort i Mexiko.   Den ligger i kommunen Mezquital och delstaten Durango, i den centrala delen av landet, 700 km nordväst om huvudstaden Mexico City. Candelaria del Alto ligger 1 944 meter över havet och antalet invånare är 284.
Terrängen runt Candelaria del Alto är huvudsakligen kuperad, men västerut är den bergig. Runt Candelaria del Alto är det mycket glesbefolkat, med 3 invånare per kvadratkilometer. Närmaste större samhälle är Santa María de Ocotán, 18,9 km söder om Candelaria del Alto. I omgivningarna runt Candelaria del Alto växer huvudsakligen savannskog.